# Last Lover
『Last Lover』（ラストラバー）は、2019年の映画。監督は岡元雄作。

## 概要
ENBUゼミナールシネマプロジェクトの第7弾にあたる作品。
本作は、監督である岡元雄作の2018年4月に逝去した実母を追悼する作品で、恋人を交通事故で亡くした主人公の元に、恋人が霊になって戻ってくるというホラーのテイストを持たせたラブストーリーとなっている。旧題は「あなたが消えるまで」。
本作の制作のため、クラウドファンディングサイト「MotionGallery」にてクラウドファンディングが行なわれた。クラウドファンディングは、2018年10月12日に開始され、終了日である11月19日までに目標金額50万円を上回る79万円を調達した。
キャストは、オーディションで412名にも及ぶ応募者の中から、主演に優美早紀と安藤慶一、その他出演者に金久保マユ、藤田健彦、大山真絵子、根矢涼香が選出された。主題歌はシンガーソングライターの天野花が書き下ろした「Last Lover」で、音楽は田中マコトが手がけた。
映画は、2019年8月10日と11日に岡元の実母が生前館長を務めていた「段十ろう」で先行上映され、上映後に岡元は実母の遺影を持って、共演者と共に舞台上で挨拶した。2020年1月31日よりテアトル新宿にて2週間限定でレイトショー上映が行なわれるのを皮切りに、順次全国でも公開される予定となっている。

## キャスト
- 美優 - 優美早紀[1]
- 光希 - 安藤慶一[1]
- 新井敬太
- 金久保マユ
- 根矢涼香
- 藤田健彦
- 大山真絵子
- 中野将樹
- 山口祥平
- 鏑木悠利
- 室上茂
- 泉光典
- 宇田川さや香
- illy
- 辻夏樹
- ミネオショウ
- 実由
- 古木加奈子

## スタッフ
- 監督・脚本・撮影・編集・プロデューサー：岡元雄作
- ラインプロデューサー：神原健太朗
- 主題歌：天野花「Last Lover[注釈 1]」
- 音楽：田中マコト
- 録音：古茂田耕吉
- 美術：中山美奈
- ヘアメイク：進士あゆみ
- 撮影助手：大門嵩、水沢爽
- 制作応援：辻夏樹、白岡優
- 演出応援：佐島由昭
- 音楽制作：Handsome Cat RECORDS
- 撮影協力：三鷹市、三鷹フィルムコミッション、株式会社文伸、BAR CINE CITTA'、でんたろう不動産株式会社、東京おかっぱちゃんハウス、株式会社スペースマーケット、今尾偲
- 美術協力：DearD
- 衣装協力：島貫香織
- 制作協力：アミティープロモーション、プラチナムプロダクション、Sony Music Artists、ホリプロデジタルエンターテインメント、ハルベリーオフィス、映画24区、碗プロダクション、エコーズ、ヴィヴィアン、officePORT、Kocorone、ワオ・エージェンシー
- 製作・制作プロダクション：株式会社アストロサンドウィッチ・ピクチャーズ

## 受賞歴
- ジャパン・フィルムフェスティバル・ロサンゼルス 最優秀アンサンブル賞[7]

なお、第2回熱海国際映画祭のオフィシャルコンペディションに選出されていたが、イベントの運営側のトラブルが続いたことを受け、作品出品を辞退した。